# Классика Гамбурга 2019
24-й выпуск Классики Гамбурга — шоссейной однодневной велогонки проходившей по окрестностям немецкого города Гамбурга прошедшая в рамках Мирового тура UCI 2019. Гонка состоялась 25 августа 2019 года. Победу в третий раз подряд одержал итальянский велогонщик Элиа Вивиани.

## Участники
Участие в гонке приняли 20 команд: 18 команд категории UCI WorldTeam и 2 проконтинентальные команды.
| UCI WorldTeams (18)- AG2R La Mondiale - Astana - Bahrain-Merida - Bora-hansgrohe - CCC Team - Deceuninck-Quick Step - Dimension Data - EF Education First - Groupama-FDJ - Team Jumbo-Visma - Trek-Segafredo - Lotto Soudal - Mitchelton-Scott - Movistar Team - Ineos - Team Sunweb - UAE Team Emirates - Katusha-Alpecin UCI Professional Continental Teams (2)- Arkéa-Samsic - Gazprom-RusVelo |
| |

## Маршрут
Дистанция гонки составила 216 километров. Основным препятствием являлся подъём Waseberg (500 метров на 10 %).

## Ход гонки
Лидер гонки — Хосе Гонсалвес, за ним следуют Гийс Ван Хеке, Игорь Боев и Алекс Фрейм. К 70-му км дистанции Алекс Фрейм отстал от своих товарищей по команде и его преследовали команды «Lotto Soudal», «Deceuninck-Quick Step» и «Bora-hansgrohe». На предпоследнем проходе на Васеберге преимущество беглецов составляло минуту. На короткой рампе репетировал Ив Лампарт из «Deceuninck-Quick Step», и образовалась атака, но она быстро закончилась. В 23 км от финиша стало ясно, что последняя часть гонки пройдёт здесь, в нескольких сотнях метров. После последней атаки лидирующие мужчины изо всех сил пытались найти лучшую позицию. Было несколько попыток пригласить всех атакующих к сотрудничеству, но все атаки были сразу же ликвидированы. Группа под действием «Lotto Soudal» завершила воссоединение с отставанием в 10 секунд. На последних километрах сначала «Ineos», а затем «Jumbo-Visma» взяли дело в свои руки. На последних 1000 метрах «Groupama-FDJ» возглавляла пелотон, пытаясь бросить Арно Демара. Но Морков отлично вывел Элиа Вивиани на лидерскую позицию, что позволило ему победить.

## Результаты
| \| Генеральная классификация \| Генеральная классификация \| Генеральная классификация \| Генеральная классификация \| Генеральная классификация \| \| Гонщик \| Гонщик \| Команда \| Время \| \| \| ------------------------- \| ------------------------- \| ------------------------- \| ------------------------- \| ------------------------- \| \| 1-й \| Элиа Вивиани \| Deceuninck-Quick Step \| 4ч 47' 27 \| \| \| 2-й \| Калеб Юэн \| Lotto-Soudal \| + 0 \| \| \| 3-й \| Джакомо Ниццоло \| Dimension Data \| + 0 \| \| \| 4-й \| Александер Кристофф \| UAE Team Emirates \| + 0 \| \| \| 5-й \| Майк Тёниссен \| Team Jumbo-Visma \| + 0 \| \| \| 6-й \| Петер Саган \| Bora-Hansgrohe \| + 0 \| \| \| 7-й \| Маттео Трентин \| Mitchelton-Scott \| + 0 \| \| \| 8-й \| Арно Демар \| Groupama-FDJ \| + 0 \| \| \| 9-й \| Сонни Кольбрелли \| Bahrain-Merida \| + 0 \| \| \| 10-й \| Оливер Насен \| AG2R La Mondiale \| + 0 \| \| |                     |                       |           |
| |                     |                       |           |
| Источник: ProCyclingStats |                     |                       |           |
| Генеральная классификация |                     |                       |           |
| Гонщик | Гонщик              | Команда               | Время     |
| 1-й | Элиа Вивиани        | Deceuninck-Quick Step | 4ч 47' 27 |
| 2-й | Калеб Юэн           | Lotto-Soudal          | + 0       |
| 3-й | Джакомо Ниццоло     | Dimension Data        | + 0       |
| 4-й | Александер Кристофф | UAE Team Emirates     | + 0       |
| 5-й | Майк Тёниссен       | Team Jumbo-Visma      | + 0       |
| 6-й | Петер Саган         | Bora-Hansgrohe        | + 0       |
| 7-й | Маттео Трентин      | Mitchelton-Scott      | + 0       |
| 8-й | Арно Демар          | Groupama-FDJ          | + 0       |
| 9-й | Сонни Кольбрелли    | Bahrain-Merida        | + 0       |
| 10-й | Оливер Насен        | AG2R La Mondiale      | + 0       |